# Xylographella punctata
Xylographella punctata là một loài bọ cánh cứng trong họ Ciidae. Loài này được Miyatake miêu tả khoa học năm 1985.